# World Badminton Grand Prix 1983/Herreneinzel
Diese Liste enthält alle Finalisten im Herreneinzel bei den World-Badminton-Grand-Prix-Turnieren 1983.

## Austragungsorte
| Turnier           | Ort                  | IBF-Wertungskategorie | Sieger         | Finalist            | Ergebnis           |
| ----------------- | -------------------- | --------------------- | -------------- | ------------------- | ------------------ |
| Swedish Open      | Malmö                | Kategorie 3           | Misbun Sidek   | Morten Frost        | 9:15, 15:10, 15:13 |
| All England       | London               | Kategorie 1           | Luan Jin       | Morten Frost        | 15:2, 12:15, 15:4  |
| Weltmeisterschaft | Kopenhagen, Dänemark | Kategorie 1           | Icuk Sugiarto  | Liem Swie King      | 15:8, 12:15, 17:16 |
| Malaysia Open     | Kuala Lumpur         | Kategorie 4           | Liem Swie King | Hastomo Arbi        | 15:11, 15:1        |
| Indonesia Open    | Jakarta              | Kategorie 2           | Liem Swie King | Hastomo Arbi        | 15:6, 15:1         |
| Scandinavian Cup  | Lyngby, Dänemark     | Kategorie 4           | Morten Frost   | Prakash Padukone    | 18:17, 15:2        |
| Canadian Open     | Ottawa               | Kategorie 4           | Misbun Sidek   | Jens Peter Nierhoff | 15:6, 11:15, 15:12 |
| Grand Prix Finale | Jakarta              | –                     | Luan Jin       | Morten Frost        | 15:2, 15:6         |